# Joan Boix
Joan (también Juan) Boix Solà-Segalés es un historietista español, nacido en Badalona el 24 de junio de 1945.

## Biografía

### Inicios profesionales
Juan Boix dejó la escuela con 14 años para trabajar en la mercería de sus padres. Un año después, presentaba muestras de su trabajo, aún bajo la influencia del Ambrós de "El Capitán Trueno", a la Editorial Bruguera.
No fue hasta el 12 de marzo de 1962, que Bruguera le publicó su primera historieta en la revista "Sissi". Trabajó luego para Toray, tanto en Hazañas Bélicas, donde empezó a crear su propio estilo, como en revistas románticas como "Azucena", "Babette", "Rosas Blancas", "Salomé", "Serenata".
En 1966 comenzó a colaborar al mismo tiempo con Bruguera y Galaor, proporcionándoles historietas románticas y bélicas respectivamente. Para esta última editorial, creó en 1968 su primera obra como autor completo, La Tierra del Futuro, que quedó interrumpida por el cierre de la empresa.
Produjo luego innumerables historietas románticas para el mercado exterior a través de las agencias Bardon Art y Creaciones Editoriales, hasta que en 1971 decidió especializarse en cómics de terror. Éstos vieron la luz en "Dossier Negro", "S.O.S." y "Terror gráfico".

### Madurez
Ya con una carrera consolidada a sus espaldas, Joan Boix decide abordar proyectos más personales, de la que es muestra Robny el Vagabundo (1976), de tipo más costumbrista.
Durante los años 80, en pleno boom del cómic adulto en España, colaboró en revistas como Zona 84, Comix Internacional y Totem, pero no abandonó por ello los encargos internacionales, entre los que destacan Masters del Universo, She-Ra y la tira de prensa Kerry Drake. También creó otra serie personal: Jonathan Struppy, el condenado del faro (1982).
Desde 1993 se encarga de The Phantom para el extranjero y El Capitán Trueno para España, habiendo dibujado la polémica El último combate (2010).

## Obra
| Años | Título                                  | Guionista                                    | Tipo                      | Número de páginas | Publicación                                   | Género          |
| ---- | --------------------------------------- | -------------------------------------------- | ------------------------- | ----------------- | --------------------------------------------- | --------------- |
| 1964 | Picksburg, Cannas, Guadalete            |                                              | Serial                    |                   | "Batallas decisivas de la humanidad" (Galaor) | Bélico          |
| 1965 | Ben-Hur                                 |                                              | Serial                    |                   | Galaor                                        | Histórico       |
| 1968 | La tierra del futuro                    |                                              | Serial                    |                   | Galaor                                        | Ciencia ficción |
| 1976 | La boda de Monique Egan                 | Boix                                         | Historieta autoconclusiva | 11                | Dossier Negro" nº 89                          | Terror          |
| 1976 | La cautiva de Zork                      | Boix                                         | Historieta autoconclusiva | 10                |                                               | Terror          |
| 1976 | Robny, el Vagabundo                     | Boix                                         | Serie                     |                   |                                               |                 |
| 1982 | ¿Qué era aquello?                       | Inspirado en un relato de Fitz-James O'Brien | Historieta autoconclusiva | 5                 |                                               | Terror          |
| 1982 | Jonathan Struppy, el condenado del faro | Boix                                         | Serie                     |                   |                                               | Aventuras       |
| 1983 | Fronteras                               |                                              | Historieta autoconclusiva | 4                 |                                               | Terror          |
| 1984 | Brumas                                  | Abulí                                        | Serie                     |                   | Creepy                                        |                 |
| 1984 | Cabeza de turco                         | Arigita                                      | Historieta autoconclusiva | 10                |                                               | Negra           |
| 1984 | El solterón                             | Boix                                         | Historieta autoconclusiva | 6                 |                                               | Terror          |
| 1985 | La maldición del amuleto                | Adaptación de El sabueso de H. P. Lovecraft  | Historieta autoconclusiva | 8                 |                                               | Terror          |
| 1986 | Oremos, hermanas...                     | Boix                                         | Historieta autoconclusiva | 4                 |                                               | Cómico          |
| 1987 | La elección                             | Boix                                         | Historieta autoconclusiva | 3                 |                                               | Cómico          |
| 1987 | La doncella del lago                    | Boix                                         | Historieta autoconclusiva | 4                 |                                               | Fantástico      |
| 1988 | Barcelona es Bona                       | Kim                                          | Serie                     |                   | El Drall                                      |                 |
| 1991 | Mentalman                               | José Antonio Rodríguez Heredero              | Serial                    |                   | Dólar                                         |                 |
| 2010 | El último combate                       | Ricard Ferrándiz                             | Historieta autoconclusiva |                   | El Drall                                      |                 |
| 2017 | Joan Boix ANTHOLOGY                     | Boix                                         | Recopilación              | 130               | Boix Studio                                   |                 |